# 메서슈미트 Me 210

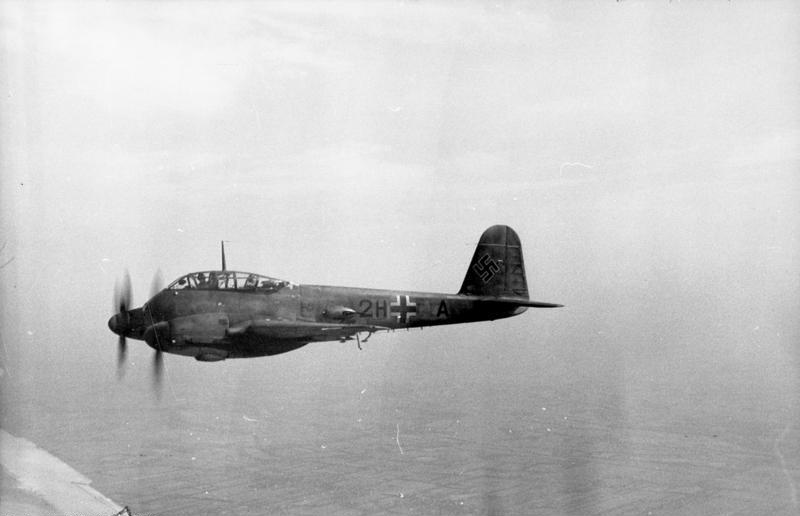

메서슈미트 Me 210은 나치 독일이 제2차 세계 대전 당시 사용한 공격기이다. 설계는 전쟁 이전에 Bf 110을 대체할 목적으로 시작되었다. 첫 견본이 1939년 준비되었으나 심각한 날개 플랫폼과 기체의 설계적 결함으로 인해 수용하기 어려울 정도로 낮은 품질의 비행력을 보였다. 1941년부터 1942년 초까지 행했던 대형 운영 테스트 계획은 이 타입의 문제를 해결하지 못했다. 이 설계로 인해 1942년 제한적으로 사용되었으나 곧 매서슈미트 Me 410 Hornisse에 의해 대체되었다.

## 변종
- Me 210 A-0
- Me 210 A-1
- Me 210 A-2
- Me 210C
- Me 210 Ca-1
- Me 210 Ca-1 (40 mm)